# Pergat de Tréguier

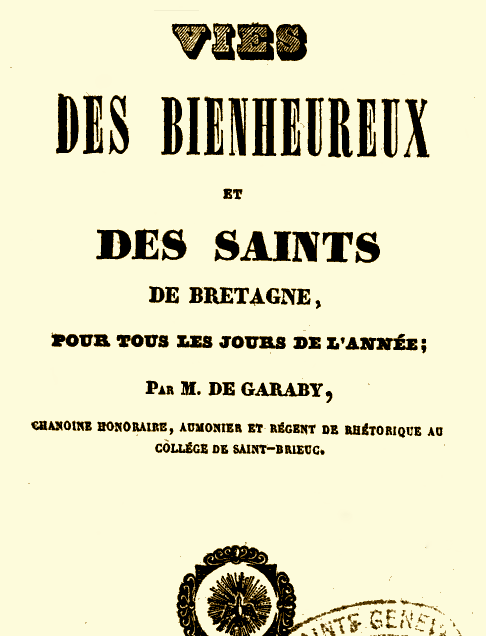
Page de garde du livre la vie des bienheureux et des saints de Bretagne, pour tous les jours de l'année de Malo-Joseph de Garaby.

Saint Pergat ou Pergad ou Pergobat ou Bergat fut quelques jours au VIe siècle évêque de Tréguier concurremment à saint Ruelin avant de se retirer comme ermite à Pouldouran. Sa fête est célébrée le 1 août, ou 3 août.

## Hagiographie

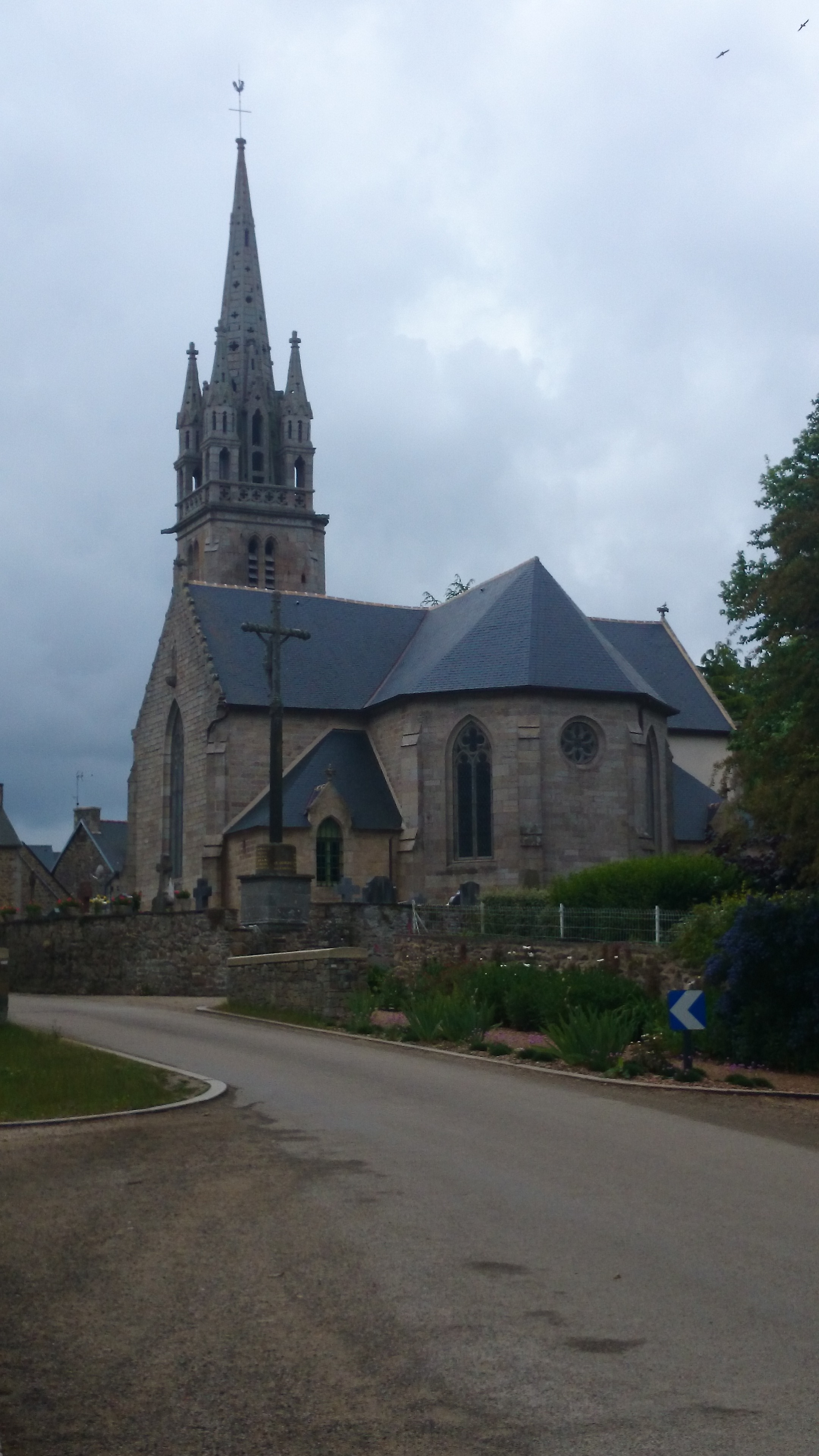
église st-Bergat, érigée en son honneur. les travaux durèrent de 1859 à 1867

Pergat est né dans une famille noble et riche vers 548 et aurait immigré depuis l'île de Bretagne en compagnie de saint Tugdual vers le milieu du VIe siècle, s'installant probablement au Yaudet près de Lannion. Élève de saint Tugdual, bon orateur, il devint chanoine et archidiacre de Lexobie. À la mort de saint Tugdual, il conteste l'élection colle évêque de Ruelin et, appuyé par une partie du peuple et du clergé, se fait élire aussi. Pour régler ce schisme, un synode est convoqué à Lexobie, marqué par une apparition de saint Tugdual qui menace Pergat d'un terrible et rapide châtiment s'il ne se désiste pas.
Pergat se met à genoux, demande pardon et se retire à Pouldouran, paroisse dont il est toujours le saint patron et où une fontaine portant son nom existe ; il finit ses jours en faisant pénitence comme ermite à Ty-Bergat.
Il mourut vers 620 et sa fête se célèbre chaque premier dimanche d'août.

## Ses traces dans la Bretagne actuelle
- l'église paroissiale Saint-Bergat à Pouldouran (Côtes-d'Armor).
- un "menhir de Pergat"[7] existe à Louargat  (Côtes-d'Armor) : le lien avec saint Pergat, s'il existe, est inconnu.